# Кисленко Андрій В'ячеславович
Андрій В'ячеславович Кисленко (нар. 20 березня 1982, Чернігів, УРСР) — український футболіст, півзахисник.

## Життєпис
Народився в Чернігові. Вихованець місцевої «Юності», у футболці якої з 1998 по 1999 рік виступав у ДЮФЛУ. По завершенні сезону 1998/99 років перебрався в «Десну». У футболці чернігівського клубу дебютував 28 серпня 1999 року в програному (0:1) виїзному поєдинку 5-го туру групи В Другій лізі України проти куп'янського «Оскола». Сергій вийшов на поле на 83-й хвилині, замінивши Олександра Бабора. У серпні — вересні 1999 року зіграв 3 матчі: 2 — у Другій лізі та 1 — у кубку Другої ліги. Влітку 2001 року перейшов у «Рігонду». У футболці білоцерківського клубу дебютував 30 липня 2001 року в програному (0:1) виїзному поєдинку 2-го туру групи Б Другої ліги України проти сімферопольського «Динамо». Кисленко вийшов на поле на 67-й хвилині, замінивши Анатолія Бондаренка. Першим голом за «Рігонду» відзначився 29 серпня 2001 року на 70-й хвилині переможного (1:0) виїзного поєдинку 6-го туру групи Б Другої ліги України проти армянського «Титану». Кисленко вийшов на поле в стартовому складі та відіграв увесь матч, а на 3-й хвилині отримав жовту картку. За першу команду «Рігонди» зіграв 13 матчів (2 голи) у Другій лізі України, ще 1 матч (1 гол) провів за «Рігонду-2» на аматорському рівні.
Під час зимової перерви сезону 2001/02 років перебрався до ЦСКА. У футболці київського клубу дебютував 14 березня 2002 року в програному (0:2) виїзному поєдинку 18-го туру Першої ліги України проти одеського «Чорноморця». Андрій вийшов на поле в стартовому складі та відіграв увесь матч. За 2002й календарний рік зіграв 25 матчів у Першій лізі України. Влітку 2003 року перебрався до «Черкас». У футболці «городян» дебютував 18 квітня 2004 року в переможному (2:0) домашньому поєдинку 20-го туру групи Б Другої ліги України проти комсомольського «Гірник-Спорту». Кисленко вийшов на поле на 77-й хвилині, замінивши Андрія Головка. Єдиним голом за черкаський клуб відзначився 31 липня 2004 року на 81-й хвилині переможного (3:1) виїзного поєдинку 2-го туру групи В Другої ліги України проти «Гірник-Спорту». Анлрій вийшов на поле на  75-й хвилині, замінивши Олександра Шипу. У 2004-му календарному році провів 32 матчі (1 гол) у Другій лізі та 3 поєдинку у кубку України.
Навесні 2005 року став гравцем «Сталі». У футболці дніпродзержинського клубу дебютував 17 березня 2005 року в програному (1:2) виїзному поєдинку 19-го туру Першої ліги України проти алчевської «Сталі». Кисленко вийшов на поле в стартовому складі, а на 65-й хвилині його замінив Андрій Маслов. Єдиним голом за «Сталь» відзначився 17 вересня 2005 року на 70-й хвилині переможного (4:1) домашнього поєдинку 7-го туру Першої ліги України проти молодіжненської «Кримтеплиці». Андрій вийшов на поле в стартовому складі та відіграв увесь матч. У складі дніпродзержинців провів 32 матчі (1 гол) у Першій лізі України та 1 поєдинок у кубку України.
У липні 2006 року підсилив «Княжу». У футболці щасливського клубу дебютував 31 липня 2006 року в програному (0:2) виїзному поєдинку 1-го туру групи А Другої ліги України проти броварського «Нафкома». Кисленко вийшов на поле на 80-й хвилині, замінивши Юрія Савку. У першій половині сезону 2006/07 років зіграв 16 матчів у Другій лізі України та 1 поєдинок у національному кубку. Навесні 2008 року підсилив «Фенікс-Іллічовець». У футболці калінінського клубу дебютував 18 березня 2008 року в програному (1:2) домашньому поєдинку 20-го туру Першої ліги України проти маріупольського «Іллічівця». Андрій вийшов на поле в стартовому складі, а на 57-й хвилині його замінив Іван Іванов. У другій половині сезону 2007/08 років провів 7 поєдинків у Першій лізі України.
Наприкінці літа 2008 року перейшов у «Полісся» (Добрянка), який виступав в аматорському чемпіонаті України. Навесні 2009 року повернувся до ЦСКА. У футболці столичного клубу дебютував 4 квітня 2009 року в переможному (3:0) домашньому поєдинку 22-го туру групи А Другої ліги України проти хмельницького «Динамо». Кисленко вийшов на поле в стартовому складі, а на 76-й хвилині його замінив Володимир Шешеня. Навесні 2009 року провів 6 поєдинків у Другій лізі України. Вілтку 2009 року повернувся в «Полісся». Навесні 2010 року став гравцем «Агро-Осипенко», у складі якого виступав у чемпіонат Зіпорізької області. У 2013 році захищав кольори «Путрівки» в чемпіонаті Київської області.